# Technomyrmex fisheri
Technomyrmex fisheri es una especie de hormiga del género Technomyrmex, subfamilia Dolichoderinae. Fue descrita científicamente por Bolton en 2007.
Se distribuye por Madagascar. Se ha encontrado a elevaciones de hasta 1050 metros. Vive en microhábitats como la hojarasca, troncos podridos y la vegetación baja.